# Ogden Lindsley
Ogden Richardson Lindsley (ur. 11 sierpnia 1922 w Providence, Rhode Island, zm. 10 października 2004 w Lawrence, Kansas) – amerykański psycholog związany z Brown University, Harvard University i University of Kansas, uczeń i współpracownik B.F. Skinnera, twórca metody „nauczania precyzyjnego” (precision teaching), opartej na zasadach behawioryzmu.
W pierwszym okresie pracy zawodowej prowadził badania warunkowania instrumentalnego gołębi i szczurów w laboratorium B.F. Skinnera, a następnie psów – w Medical School Boston University (doktorska). Po uzyskaniu doktoratu wrócił do zespołu Skinnera, włączając się do tworzenia podstaw psychoterapii behawioralnej (m.in. prób leczenia schizofrenii).
Od lat 60. XX w. intensywnie zajmował się nauczaniem precyzyjnym, które polega na:
- jasnym zdefiniowaniu celów uczenia (oczekiwanych zachowań, łatwych do zmierzenia)
- częstych i regularnych pomiarach osiąganych postępów
- graficznym dokumentowaniu rezultatów na kartach postępów – wykresach w  siatce półlogarytmicznej

## Życiorys

### Dzieciństwo
Urodził się w sierpniu 1922 roku w Providence na Rhode Island. Był najstarszym synem Mildred Flagg Lindsley (z domu Monroe) i prawnika Ogdena Richardsona Lindsleya (syna Ogdena Richardsona Lindsleya i Carrie Edith Lindsley, z domu Richardson). Jego młodszym bratem był Bradford Monroe Lindsley (1925–1960). Rodzina mieszkała w okolicy Providence, gdzie Ogden spędził dzieciństwo. Doskonalił sztukę przetrwania w Boy Scouts i uczestniczył w biegach przełajowych.

### Brown University, II wojna światowa i Harvard

#### Brown University
Do Brown University (Ivy League) wstąpił w 1940 roku. Wybrał kierunek inżynieria, na którym poznał znaczenie częstości w przyrodzie.

#### II wojna światowa

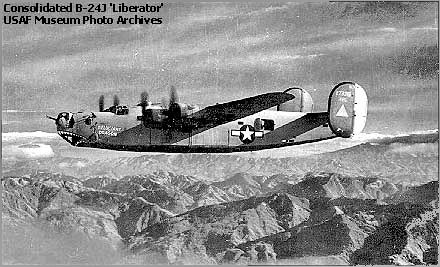
Bombowiec B-24 (98th Bomb Group)

Studia przerwał w związku z przyłączeniem się Stanów Zjednoczonych do II wojny światowej (zob. Unia Panamerykańska). W styczniu 1942 roku został przyjęty do US Air Force – chciał być pilotem myśliwca, jednak służył jako inżynier pokładowy bombowca B-24. Wraz z 15th Air Force (98th Bomb Group) stacjonował we Włoszech (Liberatory B-24 latały m.in. z pomocą dla powstania warszawskiego; zob. B-24 – użycie).
Samolot, na którego pokładzie był Ogden Lindsley, zestrzelono 22 lipca 1944 roku w górach Albanii. W dniu swoich 22. urodzin Lindsley został jeńcem niemieckim. Schwytaną załogę przeprowadzono przez obozy w Jugosławii do Groß Tychow (Tychowo, Polska, powiat białogardzki), gdzie mieścił się Stalag Luft IV. Gdy w 1945 roku zbliżała się Armia Radziecka (zob. operacja wiślańsko-odrzańska), obóz ewakuowano; od stycznia do kwietnia tegoż roku Lindsley uczestniczył w marszu śmierci z Tychowa do Hamburga (wyjaśniał później, że przeżył dzięki sprawnościom nabytym np. w skautingu).
Po udanej ucieczce z niewoli (ważył wówczas niewiele ponad 50 kg), postanowił połowę życia poświęcić na pomoc światu, a drugą połowę – na zabawę (jego energia, ciekawość i potrzeba zabawy opisywane były jako niewyczerpane).

#### Ponownie Brown University i Harvard
Po powrocie w 1945 roku do Stanów Zjednoczonych Lindsley zajmował stanowiska w:
- Brown University: Teaching Assistant (1946–1948), Graduate Assistant (1948–1950) i Research Assistant (1946–1951) in Psychology
- Harvard University: Teaching Fellow in Psychology (1951–1952)
- Boston Univ. Medical School: Asst. Principal Investigator, AEC Project (1952–1953)
- Harvard Medical School: Research Fellow in Psychology (1953–1956), Research Associate in Psychiatry (1956–1961), Associate in Psychology (1961–1965)

Otrzymał w latach:
- 1948 – licencjat (The Highest Honor) w dziedzinie psychologii eksperymentalnej i histochemii[b]
- 1950 – tytuł Master of Science w dziedzinie psychologii eksperymentalnej
- 1953 – stanowisko dyrektora Behavior Research Laboratory, utworzonego wraz z B.F. Skinnerem pod auspicjami Harvard Medical School (stanowisko zajmował do 1965 roku)[4][5]
- 1957 – stopień doktora w dziedzinie psychologii w Harvard University, w zespole B.F. Skinnera[c].

Pierwsze behawioralne badania zwierząt, przeprowadzane w laboratorium Skinnera (warunkowanie instrumentalne), dotyczyły zachowań gryzoni i ptaków. Lindsley uczestniczył w nich z wielką rzetelnością i z entuzjazmem. Prowadził również zajęcia dydaktyczne w ramach kursu Natural Sciences (materiały, zgromadzone w czasie przygotowań do tych zajęć, zostały opublikowane w „Science and Human Behavior”, 1953). W czasie zajęć prezentował m.in. umiejętności nabyte w laboratorium Skinnera przez gołębie i szczury.

### University of Kansas
W 1965 roku został zatrudniony w University of Kansas Medical Center, w którym Norris Haring projektował zastosowanie wyników laboratoryjnych badań psychologicznych w dziedzinie edukacji, a zwłaszcza w edukacji specjalnej. Zajmował stanowiska:
- 1965–1971 – Director of Educational Research, CRU, K.U. Medical Center; Research Associate, Bureau of Child Research; Professor of Education (Special Education)
- 1971–1990 – Professor of Education (Educational Administration)
- od 1990 – Professor Emeritus of Education

Jako profesor emeritus był nadal bardzo aktywny, przede wszystkim jako popularyzator opracowanej metody uczenia się i nauczania (dzieci i dorosłych) – próbował udostępnić ją, w przystępnej formie, wszystkim potrzebującym pomocy. Uczestniczył w pracach licznych stowarzyszeń naukowych i redakcji specjalistycznych czasopism (Journal of Precision Teaching, Journal of Organizational Behavior Management i wiele innych). Współtworzył The Standard Celeration Society i był pierwszym prezesem tego stowarzyszenia (1993–1995).
Zmarł 10 października 2004 roku. Cztery dni przed śmiercią przekazał swoim przyjaciołom i współpracownikom serdeczny pożegnalny list. Napisał o swojej chorobie, akceptacji śmierci, życzeniach dotyczących rozporządzania zarchiwizowanymi dokumentami i nadziejach na dalszy rozwój metody precyzyjnego nauczania.

## Tematyka badań naukowych

### Praca doktorska
Tematem pierwszej rozprawy naukowej Lindsleya – pracy doktorskiej wykonywanej zgodnie z sugestią Skinnera – były psy. Badania prowadził w Boston University Medical School w zespole Waltera Jettera, w ramach projektu dotowanego przez Atomic Energy Commission. Celem tego projektu było określenie wpływu napromieniowania na zdrowie i zachowania psów rasy beagle. W zaprojektowanej przez Lindsleya pierwszej klatce Skinnera dla psów otrzymywały one porcje surowego hamburgera po naciśnięciu „manipulandum” łapą. Lindsley badał przebieg instrumentalnego warunkowania 65 dwuletnich doświadczalnych samców, stosując różne bodźce wzmacniające i hamujące (w tym dźwiękowe i świetlne), a następnie zmiany tego przebiegu, spowodowane działaniem różnych leków.

### Psychoterapia behawioralna
Prowadząc badania psów utrzymywał ścisły kontakt z B.F. Skinnerem, podejmującym wówczas badania możliwości modyfikowania zachowań ludzi. Wspólnie z nim oraz H.C. Solomonem opublikował 1953 roku artykuł pt. Studies in behavior therapy, dotyczący leczenia chorych z rozpoznaną przewlekłą schizofrenią (prawdopodobnie Lindsley użył określenia „psychoterapia behawioralna” jako pierwszy). Skinner i Lindsley wspólnie podjęli starania o grant na dalsze badania w dziedzinie psychoterapii behawioralnej (np. możliwości leczenia psychoz schizofrenicznych z takimi objawami, jak katatoniczny stupor i inne). Na początku lipca 1953 roku rozpoczęto adaptację do nowych zadań części piwnic Metropolitan State Hospital w Waltham (Massachusetts), a we wrześniu do laboratorium (nazwanego Studies in Behavior Therapy) przyjęto pierwszego pacjenta. W następnych latach placówka działała w Harvard Medical School jako Behavior Research Laboratory (BRL). W laboratorium znajdowały się początkowo dwa pomieszczenia (pow. 6 sq ft), przypominające klatki Skinnera – z „manipulandum” oraz dozownikami różnorodnego pożywienia oraz materiałów wywołujących emocje (np. papierosy, słodycze, pieniądze, zdjęcia nagich kobiet i mężczyzn). Pojawianie się emocji u wycofanych pacjentów miała też zapewniać np. możliwość nakarmienia głodnego kotka. Rejestrowano reakcje na programy telewizji (filmy, reklamy, sesje terapeutyczne). W korytarzu obok tych pomieszczeń znajdowała się aparatura rejestrująca zachowania pacjentów („Apparatus Alley”). W czasie badań stwierdzono, że w laboratorium warunkowanie instrumentalne człowieka przebiega podobnie, jak warunkowanie gołębi, szczurów i psów, jednak brakuje doniesień o sukcesach psychoterapeutycznych (np. o cofaniu się objawów choroby po wykształceniu odruchów, korzystnych w warunkach „klatki Skinnera”).
Cele badań, wykonywanych w BRL w następnych latach, były związane z wielkim postępem w dziedzinie psychofarmakologii i psychofarmakoterapii. W laboratorium porównywano m.in. wskaźniki zachowań osób chorych oraz zdrowych wolontariuszy przed i po podaniu potencjalnych leków psychotropowych. Badania przesiewowe realizowano w latach 1958–1965 na zamówienie National Institute of Mental Health (zob. NIH) w ramach programów Screening potential stimulants on inactive psychotics i Drugsensitive free-operant measures of psychosis. Przerywając te prace w 1965 roku Lindsley stwierdził m.in. że gdyby zespół laboratorium miał 16 razy więcej szczęścia od Edisona, wytrwale poszukującego materiału na włókna żarówek, skuteczny lek na schizofrenię znalazłby prawdopodobnie w roku 2065.

### Nauczanie precyzyjne

Uproszczony przykład
„Standard Celeration Chart”; rejestracja efektów nauki, osiągniętych po 7 dniach, pozwala określić czas konieczny dla osiągnięcia wybranego celu (np. płynne czytanie, opanowanie tabliczki mnożenia, zapamiętanie imion członków lokalnej społeczności lub nazw narzędzi, używanych w środowisku pracy). Celem edukacji może być również ograniczenie częstości zachowań niewłaściwych, np. używania wulgaryzmów.

Zaproponowana przez Lindsleya koncepcja „nauczania precyzyjnego” (ang. precision teaching) jest metodą postępowania, która może być stosowana w każdym rodzaju kształcenia lub samokształcenia, niezależnie od opanowywanych umiejętności i treści (programu nauczania), od wieku, stopnia sprawności intelektualnej (zob. pedagogika specjalna w tym przypadki np. schizofrenii, psychogeriatria) itp.
Metoda jest oparta na zasadach behawioryzmu (zob. też behawioryzm metodologiczny) – cele nauczania są definiowane w kategoriach zachowań. Tego rodzaju zachowaniem może być np. szybkie, odruchowe rozpoznanie wyrazu w czasie nauki czytania. Takie działanie,  nie wymagające namysłu, przypomina zachowanie instynktowe (zob. też nawyk).
Nauczanie metodą PT polega na wielokrotnym wykonywaniu prostych zadań, zgodnie ze szczegółową instrukcją, opracowaną z uwzględnieniem możliwości ucznia. Gdy celem jest wczesne opanowanie umiejętności czytania przez dziecko, bywają stosowane np. listy wyrazów z zestawami obrazków, które dziecko kolejno wskazuje palcem słysząc wyraz odczytany przez nauczyciela/opiekuna. Kolejny etap nauki/zabawy może polegać na pokazywaniu dziecku obrazków, dla których szuka ono i wskazuje odpowiednie wyrazy. Przytoczony przykład nauki czytania „metodą odimienną” staje się przykładem precision teaching (PT), gdy „zabawa” będzie prowadzona regularnie (np. raz dziennie przez tydzień), a postępy dziecka będą rejestrowane z użyciem właściwej miary (pomiar zamiast oceny opisowej, często stosowanej w szkołach), np. jako liczba wskazań odpowiedzi poprawnych (w przypadkach korzystania z innych instrukcji bywa też notowana liczba odpowiedzi poprawnych i błędnych).
Ucząca się obcego języka osoba dorosła może korzystać np. z kompletu kart z odpowiadającymi sobie wyrazami w obu językach po ich obu stronach. Po określeniu liczby własnych odpowiedzi poprawnych może ją porównać z wynikiem uzyskanym w poprzednich dniach, zapisanym na „karcie postępów”. Na poprawność lub niepoprawność stosowanej instrukcji wskazują postępy uczenia się; według Lindsleya student is always „right” – brak oczekiwanych postępów nie świadczy o ograniczonych możliwościach ucznia, lecz o niewłaściwym dostosowaniu instrukcji do jego możliwości.
Nauczanie precyzyjne zyskuje coraz większe uznanie w szkołach. Znajduje też zastosowanie w dziedzinach znacznie wykraczających poza nauczanie elementarne, początkowe i naukę języków obcych, np. w czasie:
- doskonalenia umiejętności analitycznego myślenia uczniów z autyzmem[31],
- rehabilitacji po urazowych uszkodzeniach mózgu[46],
- doskonalenia prostych czynności chirurgicznych, np. zszywania ran[47],
- treningów sportowych, np. doskonalenia techniki w łyżwiarstwie[48].

## Publikacje (wybór)
Ogden Lindsley jest autorem licznych artykułów naukowych – na stronie internetowej „Ogden Lindsley Vita and Publications” zamieszczono wykaz 116 pozycji naukowego dorobku. W przeglądowym artykule pt. Ogden R. Lindsley and the Historical Development of Precision Teaching, opublikowanym w roku 1993 w „The Behavior Analyst”, zacytowano:

1. Auman, J., Graf, S.A., Lindsley, O.R. (1993, March). Using “Graphic Practicesheeter” to make your own practice sheets. Workshop presented at the 11th annual International Precision Teaching Conference, Salt Lake City
2. Lindsley, O.R. (1964). Direct measurement and prosthesis of retarded behavior. Journal of Education, 147, 62–81
3. Lindsley, O.R. (1972). From Skinner to precision teaching: The child knows best. In J. B. Jordan & L. S. Robbins (Eds.), Let’s try doing something else kind of thing (pp. 1–12), Arlington, VA: Council for Exceptional Children
4. Lindsley, O.R. (1977, May). What we know that ain’t so. Invited address presented at the third annual meeting of the Midwestern Association of Behavior Analysis, Chicago
5. Lindsley, O.R. (1979, June). Rate of response futures. In H.J. Sepler (Chair), The history and future of rate of response. Invited symposium presented at the fifth annual meeting of the Association for Behavior Analysis, Dearborn, Michigan
6. Lindsley, O.R. (1980, May). Charted daily learning of three different graduate courses. In S. Hayes (Chair), Data based decisions. Symposium presented at the sixth annual meeting of the Association for Behavior Analysis, Dearborn, Michigan
7. Lindsley, O.R. (1983, March). What we know about learning. Keynote address presented at the third annual Precision Teaching Winter Conference, Orlando, Florida
8. Lindsley, O.R. (1990). Our aims, discoveries, failures, and problems. Journal of Precision Teaching, 7, 7–17
9. Lindsley, O.R. (1991a). From technical jargon to plain English for application. Journal of Applied Behavior Analysis, 24, 449–458
10. Lindsley, O.R. (1991b). Interview with Ogden Lindsley [cassette recording]. Columbus, OH: The Ohio State University, Department of Educational Services and Research, Area of Applied Behavior Analysis
11. Lindsley, O.R. (1991c). Precision teaching’s unique legacy from B. F. Skinner. Journal of Behavioral Education, 2, 253–266
12. Lindsley, O.R. (1992). Why aren’t effective teaching tools widely adopted? Journal of Applied Behavior Analysis, 25, 21–26
13. Lindsley, O.R. (1993). Our discoveries over 28 years. Journal of Precision Teaching, 10, 11–13
14. Lindsley, O.R., Koenig, C.H., Nichol, J.B., Kanter, D.B., & Young, N.A. (1971). Handbook of precise behavior facts. Kansas City, KS: Precision Media
15. Pennypacker, H.S., Koenig, C., & Lindsley, O.R. (1972). Handbook of the standard behavior chart. Kansas City: Precision Media

## Inne obszary działalności
Redakcje czasopism
- 1963–1964 American Journal of Mental Deficiency
- 1963–1967 Psychotherapy: Theory, Research and Practice
- 1957–1967 Journal of Experimental Analysis of Behavior
- 1968–1971 Journal of Applied Behavior Analysis
- 1970–1973 Behavior Therapy.
- 1971–1973 Journal of Autism and Childhood Schizophrenia
- 1980–1982 The Behavior Analyst
- 1963–1982 Behavior Research and Therapy
- od 1970 – Journal of Behavior Therapy and Experimental Psychiatry
- od 1980 – Journal of Precision Teaching
- od 1995 – Journal of Organizational Behavior Management

Stowarzyszenia naukowe
- 1951–1968 Eastern Psychological Association
- 1952–1968 American Association for the Advancement of Science
- 1954–1965 Massachusetts Society of State Psychologists
- 1957–1965 Massachusetts Society for Research in Psychiatry
- 1957–1968 Behavioral Pharmacology Society
- 1958–1967 Ecological Society of America
- 1959–1972 Eastern Psychiatric Research Association
- 1959–1965 Massachusetts Psychological Association
- 1960–1969 Psychonomic Society
- 1960–1983 American Association on Mental Deficiency (Fellow)
- 1963–1975 Psychologists Interested in Advancement of Psychotherapy
- 1963–1984 American Association for Humanistic Psychology
- 1964–1970 Society for Research in Child Development
- 1964–1980 National Association for Gifted Children (Potential Plus UK)
- 1964–1983 Midwestern Psychological Association
- 1964–1986 American Orthopsychiatric Association
- 1965–1984 American Orthopsychiatric Association (Fellow)
- 1967–1984 American Academy on Mental Retardation
- 1972–1985 National Association of School Psychologists
- 1976–1984 Amer. Assoc. Education of Severe & Profoundly Handicapped
- 1976–1987 American Association of School Administrators
- od 1948 – Sigma Xi (Member 1952)
- od 1948 – American Psychological Association (Fellow 1963, Life 1988)
- Divisions 6, 10, 12 (Member), Divisions 3, 22, 25 (Fellow)
- od 1957 – Society for Experimental Analysis of Behavior, Founder
- od 1960 – American Psychopathological Association
- od 1961 – Pavlovian Society of America
- od 1962 – Society for Biological Psychiatry
- od 1970 – Behavior Therapy and Research Soc.
- od 1970 – World Future Society (Life Member)
- od 1974 – Association for Behavior Analysis
- od 1984 – Society for Applied Learning Technology
- od 1987 – Internat. Assoc. for Right to Effective Treatment
- od 1987 – National Society for Performance and Instruction
- od 1988 – American Psychological Society

## Nagrody, odznaczenia, wyróżnienia
Został dwukrotnie odznaczony Purpurowym Sercem. Wyrazem uznania dla jego pracy naukowej było przyznanie w 1998 roku najwyższej nagrody International Society for Performance Improvement (ISPI), Thomas F. Gilbert Award for Professional Achievement. Za osiągnięcia naukowe otrzymał również inne nagrody i wyróżnienia, m.in.:
- 1962 Hofheimer Research Prize od American Psychiatric Association
- 1964 Golden Plate Award od American Academy of Achievement
- 1994 Outstanding Contributor od Northern California Association for Behavior Analysis

Był wybierany na przewodniczącego stowarzyszeń naukowych:
- National Association for Gifted Children (1969–1970)
- International Association for Behavior Analysis (1985–1986)
- Standard Celeration Society (1993–1995)

oraz zapraszany do rad naukowych i doradczych, m.in.: Kansas Association for Retarded Children (1965–1969), Autism Society of America (od 1971), Cambridge Center for Behavioral Studies (od 1982), International Association for Precision Teaching (od 1982).